# Биксбиит
Биксбии́т — (англ. Bixbyite ) редкий минерал, оксид марганца и железа, химический состав которого выражается формулой (Mn, Fe)2O3. Характерно содержание примесей Al, Ti, Si, Mg. Цвет биксбиита чёрный, иногда с бронзовыми переливами. Биксбиит образует кристаллы кубической формы, на которых обычно присутствует штриховка. Средний размер кристаллов составляет до 1 см, однако встречаются образцы, достигающие размера 6 см. Характерны двойники прорастания и полисинтетические двойники. Также биксбиит распространен в виде зернистых агрегатов, плотных, сливных масс.

## Кристаллическая решетка
Сингония: кубическая. Пространственная группа: I a3. Параметры ячейки: a = 9,411 Å. Количество формульных единиц в ячейке: Z = 16.

## Месторождения
Впервые биксбиит был описан в работе Penfield S. L. и Foote H. W. в 1897 году и назван в честь американского горняка, минералога и первого исследователя хребта Thomas Range Мейнарда Биксби (Maynard Bixby). Он нашёл первые образцы этого минерала, а также составил каталог минералов штата Юта, США. Биксбиит представляет исключительно научный и коллекционный интерес. В настоящее время лучшие коллекционные образцы биксбиита по-прежнему добываются в США, на многочисленных проявлениях хребта Thomas Range. Месторождения биксбиита также встречаются в Мексике (Сан-Луис-де-Потоси), Аргентине (северная Патагония), Испании (Жирона), Индии, Финляндии, ЮАР (на марганцевых месторождениях добываются образцы чёрных кубических кристаллов биксбиита, часто с жёлтым эттрингитом) и Швеции.